# Isa Bellini
Isa Bellini, nome d'arte di Isabella Calò (Mantova, 19 giugno 1922 – Roma, 5 febbraio 2021), è stata un'attrice, doppiatrice e cantante italiana.

## Biografia
Di padre pugliese e madre lombarda, emigrò a 7 anni in Francia e vi rimase per circa un decennio, fino all'inizio della seconda guerra mondiale.
Entrò tra le file dei cantanti EIAR in seguito alla seconda Gara nazionale per gli artisti della canzone, indetta dall'ente radiofonico tra il 25 e il 27 gennaio 1940. Scelse il nome d'arte di Isa Bellini. Nonostante lei fosse cattolica praticante il nome d'arte le servì anche ad evitare, in epoca di leggi razziali, problemi col cognome Calò, tradizionalmente diffuso nella comunità israelitica italiana.

Il Trio Primavera

Come cantante fu attiva sia come solista che come componente del Trio Primavera con Thea Prandi e Wilma Mangini, insieme alle quali lavorò nel film L'allegro fantasma affiancando Totò. Negli anni del conflitto e nell'immediato dopoguerra si dedicò esclusivamente al teatro, lavorando con artisti come Odoardo Spadaro, Walter Chiari, Renato Rascel, Totò e i fratelli De Rege. Proprio attraverso l'esperienza del palcoscenico la Bellini acquisì la sicurezza e l'affabilità che l'avrebbero resa, negli anni cinquanta, una delle più popolari vedette dei microfoni.

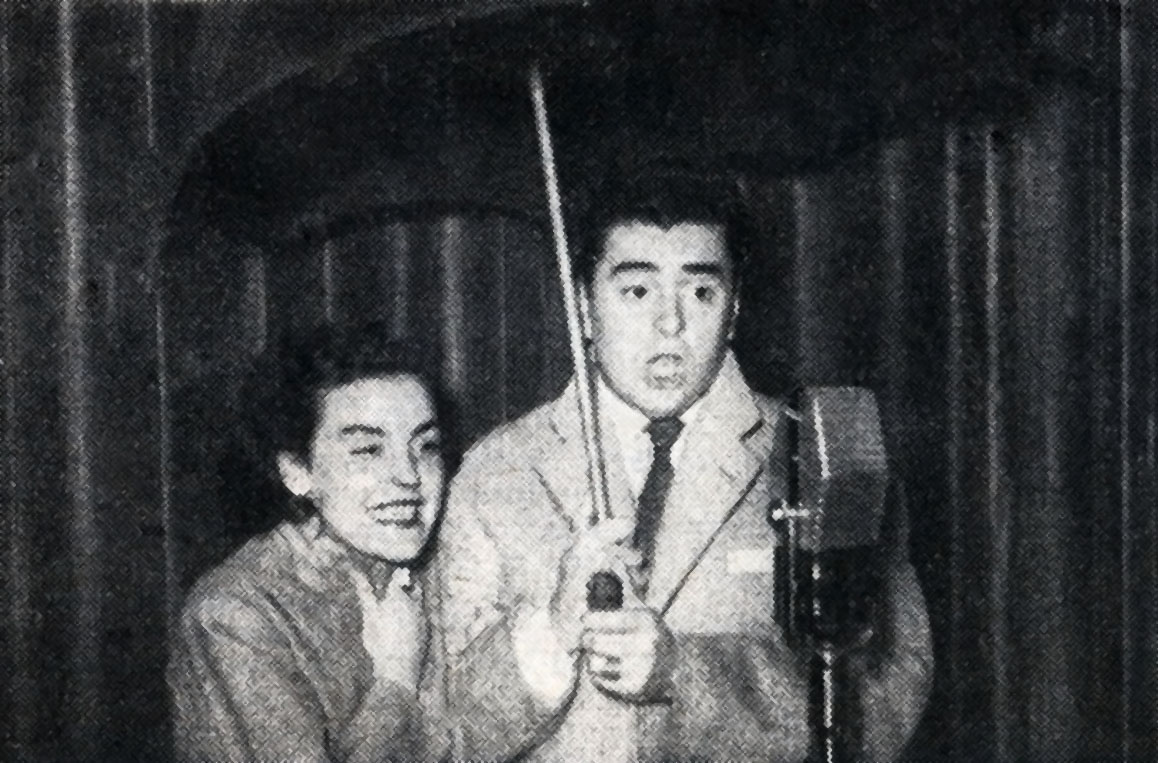
Isa Bellini e Raffaele Pisu nel varietà radiofonico Rai Sotto il parapioggia (1951)

Tornata stabilmente alla radio nel 1948, prese parte, in veste di presentatrice e animatrice, a molti dei varietà radiofonici dell'epoca, nonché a manifestazioni e trasmissioni di diverso genere. Nel 1949 e nel 1951 fu nella compagnia itinerante del Giringiro in cui, sotto la direzione di Silvio Gigli e con il maestro Giovanni D'Anzi, seguiva le tappe del Giro d'Italia commentandole in modo umoristico. Ancora nel 1949 partecipò, insieme a una folta schiera di giovani comici, alla vivace rivista radiofonica Briscola, e poi a un altro varietà comico di grande successo, La Bisarca.
La trasmissione che più di ogni altra la fece conoscere al pubblico italiano, tuttavia, resta probabilmente Il motivo in maschera (1954), un vero e proprio fenomeno di costume, di cui fu presentatrice e animatrice insieme a Mike Bongiorno e a Lelio Luttazzi. Nel 1955 la Bellini si prestò nuovamente a un ruolo comico e condusse Il giuoco della dama, per la regia di Silvio Gigli; presentò inoltre più edizioni del Festival di Napoli. Fu protagonista nel 1956 insieme a Nino Manfredi del gioco radiofonico a premi Il labirinto: gli ascoltatori dovevano seguire su una mappa cittadina il percorso da fare, seguendo i quiz della puntata.

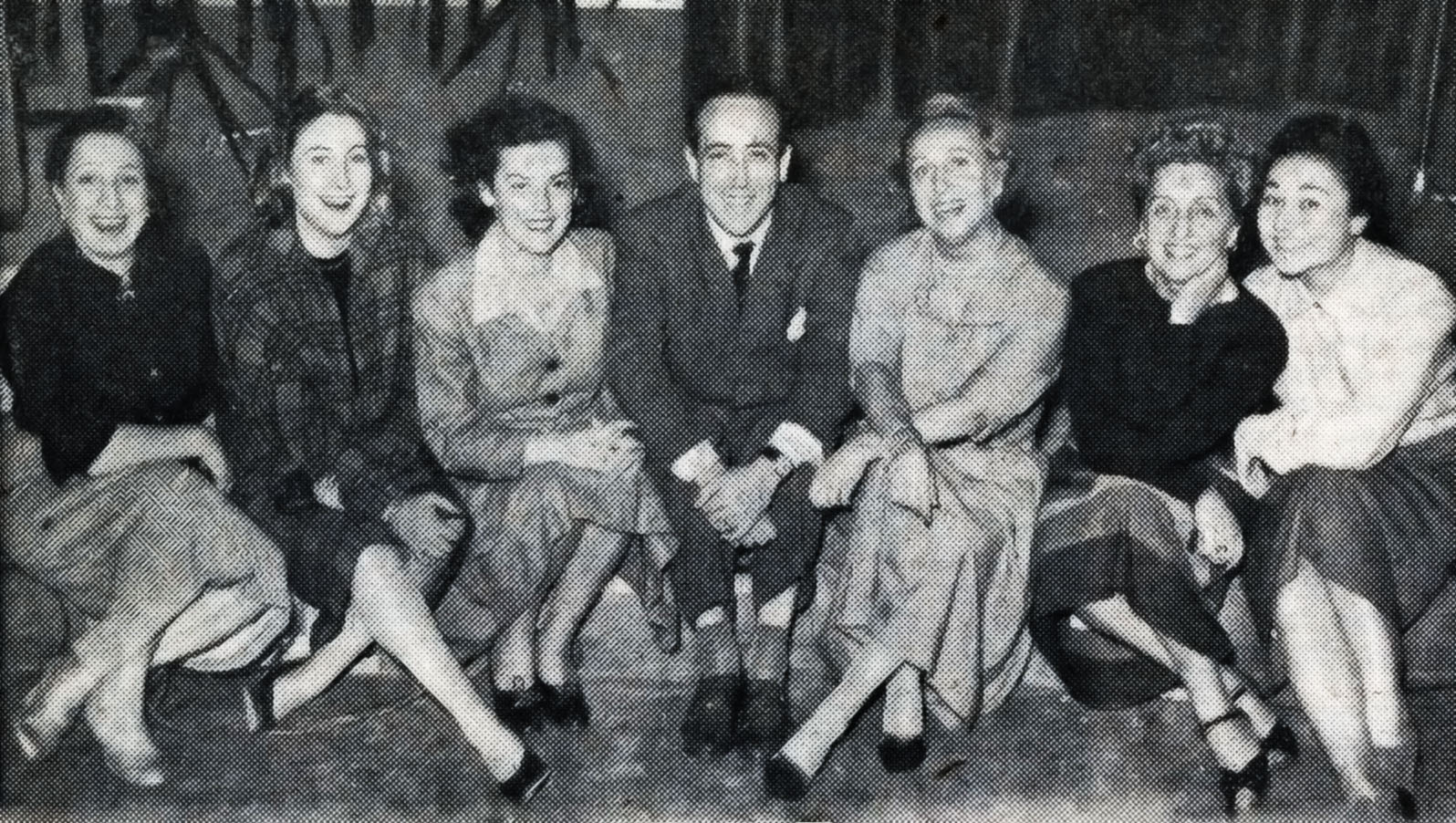
La Compagnia del Teatro comico di Roma: Nora Pancrazy, Nuccia Galimberti, Isa Bellini, il regista Riccardo Mantoni, Wanda Tettoni, Clely Fiamma e Rosalba Oletta (1951)

Dopo l'esordio televisivo (1954) col programma di Gorni Kramer e Lelio Luttazzi, Italia. Nati per la musica (in origine radiofonico), diradò le sue presenze in radio fino al ritiro a vita privata. Da ricordare, comunque, la partecipazione a Gran varietà nel 1966 e l'intensa attività di doppiatrice, che la vide prestare la sua voce piacevole e brillante ad attrici come Katharine Hepburn (Sul lago dorato), Maggie Smith (In viaggio con la zia), Shelley Winters (Un borghese piccolo piccolo), Joan Plowright (Un incantevole aprile) e Angela Lansbury (Assassinio allo specchio). Per la televisione si ricorda il suo doppiaggio di Estelle Getty nella sitcom, Cuori senza età, e quello della serie animata Duck Tales, in cui prestò la voce al personaggio di Miss Paperett.
Morì a Roma il 5 febbraio 2021, all'età di 98 anni.

## Discografia parziale

### 78 giri
- 1940 – Passano i battaglioni/Vincere, vincere, vincere (Parlophon, GP 92145, con il Trio Lescano, solo lato A; lato B cantato da Michele Montanari)
- 1940 – Ho comprato un cagnolino/La sirena del laghetto (Parlophon GP 93061)
- 1941 – Bambina ascolta/Passa la ronda (Odeon, GO 20483; con Till Cappellaro)

## Filmografia
- Una famiglia impossibile, regia di Carlo Ludovico Bragaglia (1940)
- L'allegro fantasma, regia di Amleto Palermi (1941)
- Senza famiglia, nullatenenti cercano affetto, regia di Vittorio Gassman (1972)
- Film d'amore e d'anarchia - Ovvero "Stamattina alle 10 in via dei Fiori nella nota casa di tolleranza...", regia di Lina Wertmüller (1973)
- Basta! Ci faccio un film, regia di Luciano Emmer (1990)
- Camere da letto, regia di Simona Izzo (1997)

## Teatro
- Volumineide, rivista di Michele Galdieri, regia di Galdieri, prima al Teatro Lirico di Milano il 3 febbraio 1942.

## Varietà radiofonici Rai

Isa Bellini e Nino Manfredi nel programma radiofonico Il labirinto (1955)

- Giringiro, quotidiano sonoro al seguito del Giro d'Italia di Pietro Garinei e Sandro Giovannini diretto da Silvio Gigli letto e cantato da Isa Bellini, 1949.
- La Bisarca, rivista musicale di Garinei e Giovannini, 1949 e 1951.
- Sotto il parapioggia di Dino Verde e Renzo Puntoni, regia di Riccardo Mantoni, 1951-1952.
- Tre chitarre e una ragazza, incontri musicali con Roberto Murolo, Domenico Modugno e Armando Romeo, presentati da Isa Bellini, trasmessa  11 5 luglio 1954.
- Il motivo in maschera, varietà musicale, presentano Mike Bongiorno, Isa Bellini, 1954 e 1955.
- Il gioco della dama, Partita radiofonica fra dame e cavalieri, presentano Isa Bellini, Lidia Pasqualini, e Gisella Sofio, regia Silvio Gigli (1955)
- Terzo Festival della Canzone Napoletana, tre serate presentate da Isa Bellini, trasmesse 16/17/18 giugno 1955.
- Il labirinto di Mario Brancacci, Dino Verde, Bernardino Zapponi, regia di Nino Meloni, 1955-1956.[1]
- Il saltuario, diario di una ragazza di città di Marcella Eiselberger con Isa Bellini (1970)

## Prosa radiofonica Rai
- Il canto di Eli, radiodramma di Anna Luisa Meneghini e Alberto Perrini, regia di Guglielmo Morandi, trasmessa il 20 febbraio 1948.
- Tre, Rosso, Dispari, commedia di Denys Amiel, regia di Guglielmo Morandi, trasmessa il 4 ottobre 1948.
- La dea della vendetta, radiocommedia di Oto M. Miljevic, regia di Silvio Gigli, trasmessa il 19 novembre 1948.
- Furia d'estate, di James Broughton, regia di Umberto Benedetto, trasmessa il 3 dicembre 1948.
- La donna romantica e il medico omeopatico, di Riccardo Di Castelvecchio, regia di Umberto Benedetto, trasmessa il 29 gennaio 1949.
- I cari inganni, commedia di John Boyton Priestley, regia di Umberto Benedetto, trasmessa il 14 febbraio 1949.
- L'uomo amato dalle donne, di George Bernard Shaw, regia di Umberto Benedetto, trasmessa il 14 marzo 1949.
- Casa mia, Casa mia..., commedia di Augusto Novelli, regia di Umberto Benedetto, trasmessa il 28 aprile 1949.
- Il centenario, commedia di Alvarez Quintero, regia di Umberto Benedertto, trasmessa il 9 luglio 1949.
- Aria nuova di Frederich Lonsdale, regia di Umberto Benedetto, trasmessa il 14 luglio 1949.
- La serenata al vento di Carlo Veneziani, regia di Silvio Gigli, trasmessa il 10 aprile 1950.
- Il destino di chiamarsi Zadig di Antonio Passaro, regia di Anton Giulio Majano, trasmessa il 18 giugno 1956.
- Il pantografo di Luigi Squarzina, regia di Luigi Squarzina, trasmessa il 30 gennaio 1960.

## Programmi televisivi Rai
- Non cantare, spara, varietà di Leo Chiosso, con il Quartetto Cetra, regia di Daniele D'Anza, sceneggiato di 7 puntate dal 4 maggio al 22 giugno 1968.
- Una donna tutta sbagliata, regia di Mauro Severino, sceneggiato televisivo, di 4 puntate dal 26 ottobre al 3 novembre 1989.

## Doppiaggio

### Cinema
- Taina Elg in Les Girls
- Joan Plowright in Un incantevole aprile, La carica dei 101 - Questa volta la magia è vera
- Katharine Hepburn in Sul lago dorato
- Patricia Hayes in Willow
- Shelley Winters in Un borghese piccolo piccolo
- Maggie Smith in In viaggio con la zia
- Ellen Burstyn in La ragazza di Spitfire Grill
- Herta Wire in Pazze d'amore
- Angela Lansbury in Assassinio allo specchio
- Polly Holliday in Gremlins
- Mae Questel in New York Stories
- Doris Hare in Suore in fuga
- Lillian Gish in Le balene d'agosto
- Thelma Ritter in La finestra sul cortile (ridoppiaggio)
- Alice Brady in Cerco il mio amore (ridoppiaggio)
- Edda Seippel in La marchesa von...
- Zelda Rubinstein in Poltergeist II - L'altra dimensione e Cara dolce strega
- Sabine Haudepin in L'ultimo metrò
- Dominique Blanchar in L'avventura
- Haydil Linhares in Donna Flor e i suoi due mariti
- Anna Maria Bottini in Il Gattopardo
- Anna Maria Sandri in Terza liceo
- Clara Calamai in Profondo rosso
- Anna Maria Pancani in Le amiche
- Maria Grazia Buccella in Menage all'italiana
- Dody Goodman in Splash - Una sirena a Manhattan
- Winona Ryder in Edward mani di forbice (solo da anziana)
- Jessica James in Power - Potere
- Kathleen Byron in Scala al paradiso (ridoppiaggio)
- Arnaldo Fabrizio in Brancaleone alle crociate
- Elaine Stritch in Cocoon - Il ritorno

### Film d'animazione
- Zia Bisbetica in Brisby e il segreto di NIMH
- Zia Sara in Lilli e il vagabondo (ed.1997) e Lilli e il vagabondo II - Il cucciolo ribelle
- Gussie Topolonia in Fievel sbarca in America
- Miss Paperett in Zio Paperone alla ricerca della lampada perduta
- Baylene in Dinosauri
- Nonna Pucket in Cappuccetto Rosso e gli insoliti sospetti
- Hilda Bloggs in  Quando soffia il vento

### Cartoni Animati
- Miss Paperett in DuckTales - Avventure di paperi

### Telenovelas
- Lupita Lara in Amore di nessuno

### Serie TV
- Estelle Getty in Cuori senza età, Cuori al Golden Palace, Il cane di papà
- Liz Smith in Life and Loves of a She-Devil

### Videogiochi
- Baylene in Dinosauri[2]